# Chersonesia mangolina
Chersonesia mangolina är en fjärilsart som beskrevs av Hans Fruhstorfer 1899. Chersonesia mangolina ingår i släktet Chersonesia och familjen praktfjärilar. Inga underarter finns listade i Catalogue of Life.